# Березовка (Одесская область)
Березо́вка (укр. Березі́вка) — город в Одесской области Украины. Административный центр Березовского района и Березовской городской общины.

## География
Город Березовка расположен в центрально — восточной части Одесской области, в 75 км от Одессы и в 100 км от Николаева. Расстояние от самой крайней в северной части Одессы, улицы Паустовского — 75 км.
В городе протекает река Тилигул и её приток — Тартакай. Климат умеренно континентальный с недостаточным увлажнением, короткой мягкой зимой и долгим жарким летом.

## Ближайшие города
| Ближайшие города      | Ближайшие города | Ближайшие города          |
| --------------------- | ---------------- | ------------------------- |
| Северо-запад: Ананьев | Север: Доманёвка | Северо-восток: Вознесенск |
| Запад: Ширяево        | БЕРЕЗОВКА        | Восток: Веселиново        |
| Юго-запад: Раздельная | Юг: Одесса       | Юго-восток: Николаев      |

## Название
Одна из историй происхождения названия «Березовка» ведёт к концу 18 — началу 19 веков, когда данные земельные территории были под управлением немецкого колониста Рауха (близлежащий к Березовке населённый пункт носит имя этого колониста — Рауховка). В период его правления на месте нынешнего березовского стадиона было место наёма в различные хозяйственные заведения Рауха. Приходившие для найма люди просто говорили или писали на бумаге «бери, зови» (имелось в виду — на работу). Так место найма стало называться «бери-зови», а сам населённый пункт позже именовался «БерезОвка». Наименование «БерЁзовка» не верное, оно происходит не от слова «берёза», которых в городе очень мало.

## История
Березовка возникла в 1802 году, в период интенсивного заселения и хозяйственного освоения Южной Украины. Уже в 1811 году в ней насчитывалось 50 хозяйств и 187 жителей. Вначале она называлась Новоалександровкой и относилась к Ананьевскому уезду Херсонской губернии, была центром одноимённой волости. Первыми жителями Березовки были беглые крепостные из северных губерний Украины и центральных губерний России, затем в ней поселились немцы-колонисты.
Во второй половине XIX века Березовка стала одним из значительных торгово-промышленных центров. Если в 1859 году в ней насчитывалось 107 дворов и 774 жителя, то в 1887 году — 771 двор и 3,5 тыс. жителей. 769 хозяйств были безземельными. В Березовке было много слесарей, кузнецов, портных, бондарей, плотников, сапожников. Дважды в месяц в Березовке происходили большие базары, где продавались пшеница, мука, крупы, скот, лошади и строительный лес. Березовка была вторым по значению после Каховки рынком для найма сельскохозяйственных рабочих. В отдельные годы в местечко прибывало по 5—6 тыс. человек в поисках работы в помещичьих экономиях.
В 1906 году Березовка уже называется городом, в ней было два городских училища на 150 мужчин, частная женская прогимназия на 42 ученицы и церковно—приходская школа на 46 учеников.
В 1910 году в Березовке проживало 10,6 тыс. жителей, имелось 103 ремесленных мастерских, в которых работало 218 рабочих, 130 торговых и питейных заведений. В 1914 году было завершено строительство в Березовке телеграфа.
В ходе Великой Отечественной войны 6 августа 1941 года части Приморской армии РККА получили приказ Южного фронта занять позиции на рубеже, проходившем через Березовку. Позднее, в 1941—1944 годы селение находилось под немецко-румынской оккупацией.
Летом 1942 года в Березовке возникла подпольная организация, члены которой вели среди населения антифашистскую пропаганду, собирали оружие и боеприпасы. Всего Березовская подпольная организация насчитывала 47 человек и имела печатку румынской жандармерии, бланки пропусков и паспортов. Подпольщики вместе с партизанами осуществляли диверсии, вооружённые нападения на оккупантов, препятствовали вывозу в Германию продовольства и сельскохозяйственной техники. Почти через год полиция напала на след подпольщиков, они держались мужественно и никого не выдали. 23 марта 1943 года фашисты расстреляли подпольщиков Березовки.
31 марта 1944 года конно-механизированная группа под командованием генерала-лейтенанта И. А. Плиева начала наступление с боку Березовки, занимавшей важное военно—стратегическое расположение на подступах к Одессе. Завязались ожесточённые бои. На рассвете 1 апреля 1944 года передовые части 4-го гвардейского механизированного корпуса генерал-лейтенанта Т. И. Танасчишина и 10-й гвардейской кавалерийской дивизии под командованием полковника С. А. Шевчука атаковали позиции врага, перекрыв все дороги по которым отступали фашистские войска. В ночь на 1 апреля 1944 года Березовка была освобождена. В этом бою смертью храбрых погиб командир механизированного корпуса генерал-лейтенант Т. И. Танасчишин. Его именем названа одна из улиц города.
16 ноября 1962 года посёлок городского типа Березовка получил статус города.
В 1989 году численность населения составляла 14 987 человек.
В 2013 году в 5 километрах от Березовки, между сёлами Викторовка и Степановка, открылся горнолыжный комплекс «Action City». На территории комплекса находятся: две лыжные/сноуборд трассы длинной 650 м и 700 м. Очень удобный, безопасный, пологий и широкий склон для новичков-длиной — 150 м разно-уровневый склон для сноутюбинга длиной 150 м. Склоны обслуживают две буксирные канатные дороги, и две канатные дороги — «Baby lift» Общая пропускная способность канатных дорог — 2500 чел/час, что исключает очередь к подъемникам. В прокате в наличии 250 горнолыжных комплектов разных размеров.
29 октября 2017 года согласно закону Украины № 676 — VIII от 04.09.2015 года Березовский городской совет решил объединиться с территориальными общинами сёл Викторовка, Раздол, Лановое, Викторовского сельского совета в Березовскую городскую объединённую территориальную общину с центром в городе Березовка.
17 января 2020 года Одесская облгосадминистрация представила новый Перспективный план развития общин в Одесской области, согласно которому Березовскую ОТО с населением 11253 человека под руководством городского главы Валерия Григораша увеличат вдвое. 25 октября 2020 года состоялись выборы в Березовской ОТО и следуя обновленному перспективному плану формирования территориальных общин Одесской области в Березовскую городскую территориальную общину вошли:
- Гуляевский сельский совет
- Демидовский сельский совет
- Златоустовский сельский совет
- Михайло-Александровский сельский совет
- Степановский сельский совет
- Червоновладимировский сельский совет
- Яснопольский сельский совет[14]

В феврале 2022 года районный центр Березовка стал побратимом армянского города Артик. В ходе визита украинской делегации в Армению мэры городов подписали "Меморандум об установлении отношений между городами-побратимами". Меморандум предусматривает сотрудничество городов в следующих направлениях:
- здоровье и безопасность;
- охрана окружающей среды;
- развитие городской инфраструктуры;
- безопасность пищевых продуктов;
- водоснабжение и водоотвод;
- общественные парки;
- торговля и инвестиции;
- финансовый менеджмент;
- туризм;
- искусство и культура.[15]

## Административное устройство
Управление городом осуществляется Березовским городским советом во главе с Березовским городским головой. Деления на городские районы нет.

## Инфраструктура

### Транспорт
- Автостанция «Березовка»
- Стихийная безымянная стоянка автобусов возле рынка
- Железнодорожный вокзал
- Такси
- ж\д платформа 1214 км

### Связь
- Укртелеком
- Киевстар
- МТС
- life:)
- Интертелеком

### Курьерские службы доставки
- «Новая почта»
- «Укр. Почта»
- «Meest Express»

### Культурные места

#### Парк
В центре города расположен парк, который является свободным к посещению. В нём сооружен фонтан и детский развлекательный комплекс.
Вход в парк находится напротив здания Березовского городского совета. Рядом расположен стадион.

#### Стадион

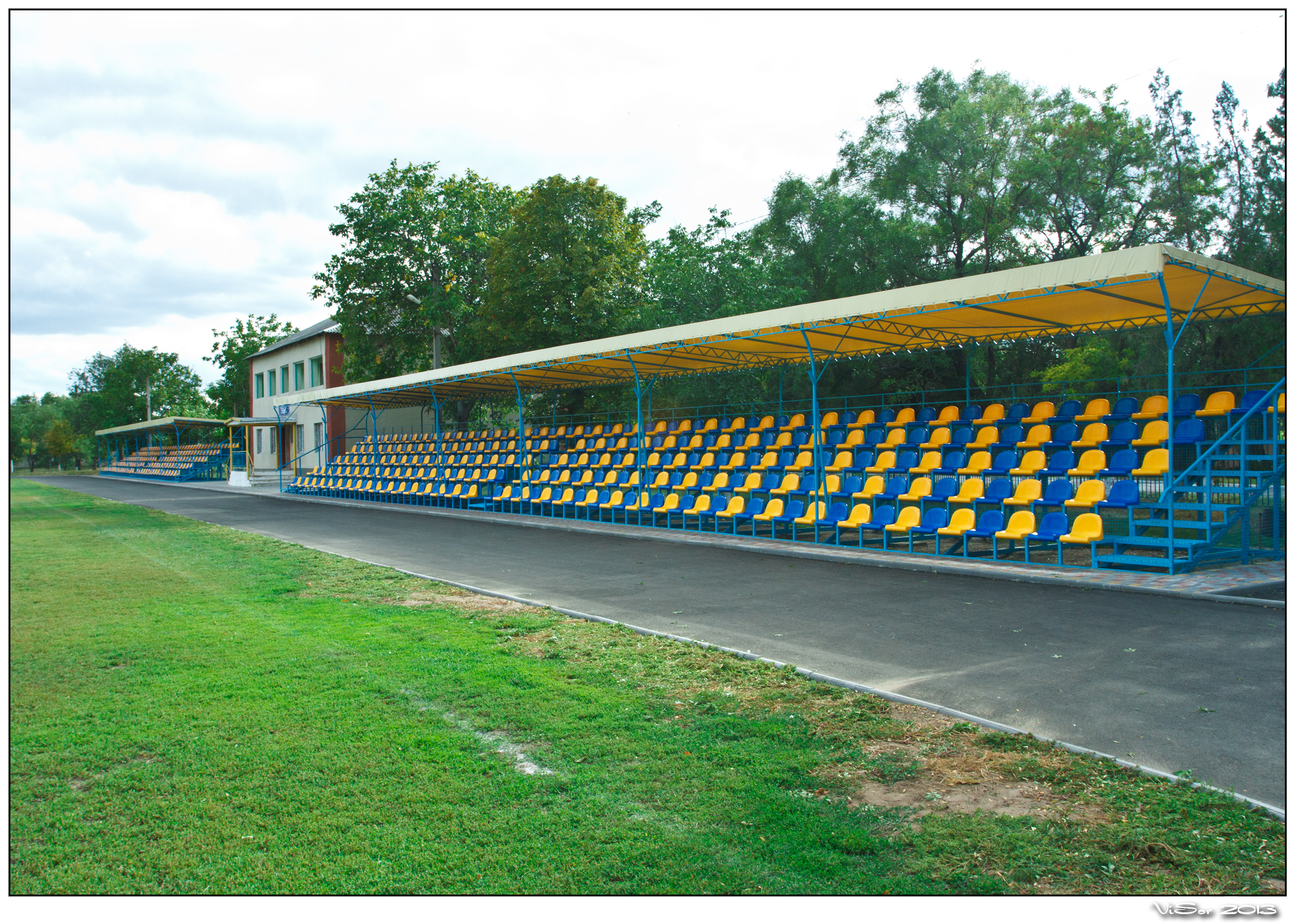
Трибуны стадиона

Стадион «Колос» находится на противоположной от входа в парк стороне, является свободным к посещению. Внутри расположены два игровых участка, с живым газоном для традиционного футбола, и огражденный с искусственным покрытием для Мини-футбола. Построен корт для большого тенниса. Со второй половины 2012 года и по настоящее время ведется реконструкция и усовершенствование стадиона. Новые крытые трибуны вмещают 1480 зрителей.
Имеют свои стадионы две школы (№ 1 и № 3)

#### Кинотеатр
На данный момент кинотеатр «Победа» не обслуживает посетителей.

### Образование и медицина

#### Школы и детские сады
На территории Березовки расположены 3 общеобразовательных школы:
- Общеобразовательная школа I—III ст. № 1
- Общеобразовательная школа I—III ст. № 2
- Общеобразовательная школа I—III ст. № 3

и 3 детских сада:
- Дошкольное учебное заведение № 1
- Дошкольное учебное заведение № 2
- Учебно-воспитательный комплекс «Дошкольное учебное заведение — общеобразовательное учебное заведение I ступени»

Внешкольные заведения:
- Музыкальная школа
- Детско-юношеская спортивная школа
- Центр детского и юношеского творчества
- Натуралистический отдел
- Технический отдел
- Эстетический отдел

#### Профессиональные учебные заведения
- Березовский профессиона́льно-аграрный лицей;
- Высшее профессиональное училище Одесского национального политехнического университета.

#### Центральная районная больница
Медицинское учреждение, обслуживающее жителей района. В состав ЦРБ входит: инфекционное, хирургическое, реанимационное, терапевтическое отделения, роддом, здание поликлиники, кабинет реабилитации больных туберкулезом, морг, станция скорой помощи.

## СМИ
- «Степовой маяк». Районная газета, выходит с 30 мая 1930 года[16]
- «Березовская правда». Независимое общественно — политическое издание[17]

## Кинематограф
В Березовке проводились съёмки нескольких фильмов. В основном киношники использовали железнодорожный вокзал города. Березовский вокзал приглянулся своей архитектурой и  оригинальным внешним видом в стиле 1980х годов. Перрон без асфальта, здание без пластика - это считается раритетом и ценится среди любителей кино.
- Одесса - Мама "ООО Украинская продакшн студия" 2012г. По сценарию главный герой едет поездом из Москвы в Одессу. В Березовке на вокзале ему нужно позвонить по междугородней связи [18]
- Шулер "Star Media" 2013г.[19] По пути в Одессу главный герой на станции Березовка пытается позвонить маме, но связь обрывается. В это время начинает отправляться поезд и ему с товарищем приходится его догонять.
- Курортная полиция "ООО Авиатор Продакшн" 2014г.[20]

## Фотографии

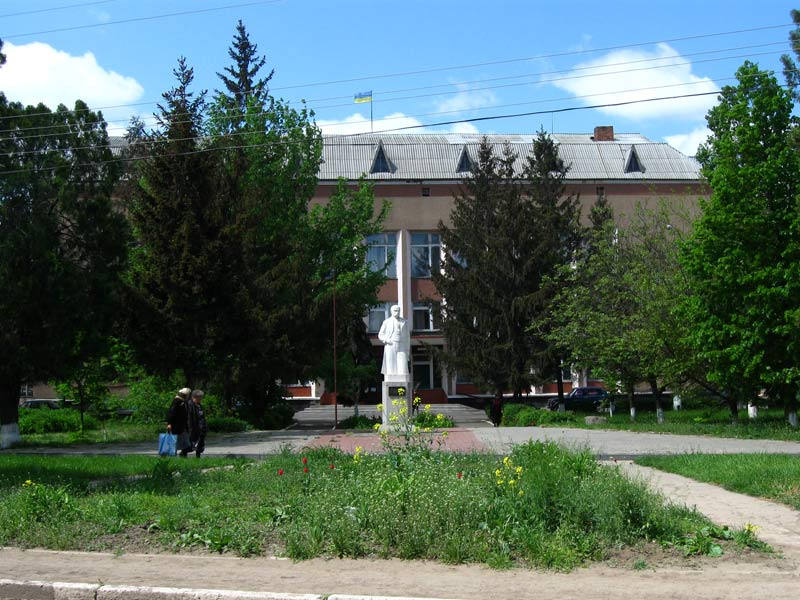
Памятник Т. Г. Шевченко перед админзданием (райгосадминистрация и райсовет)
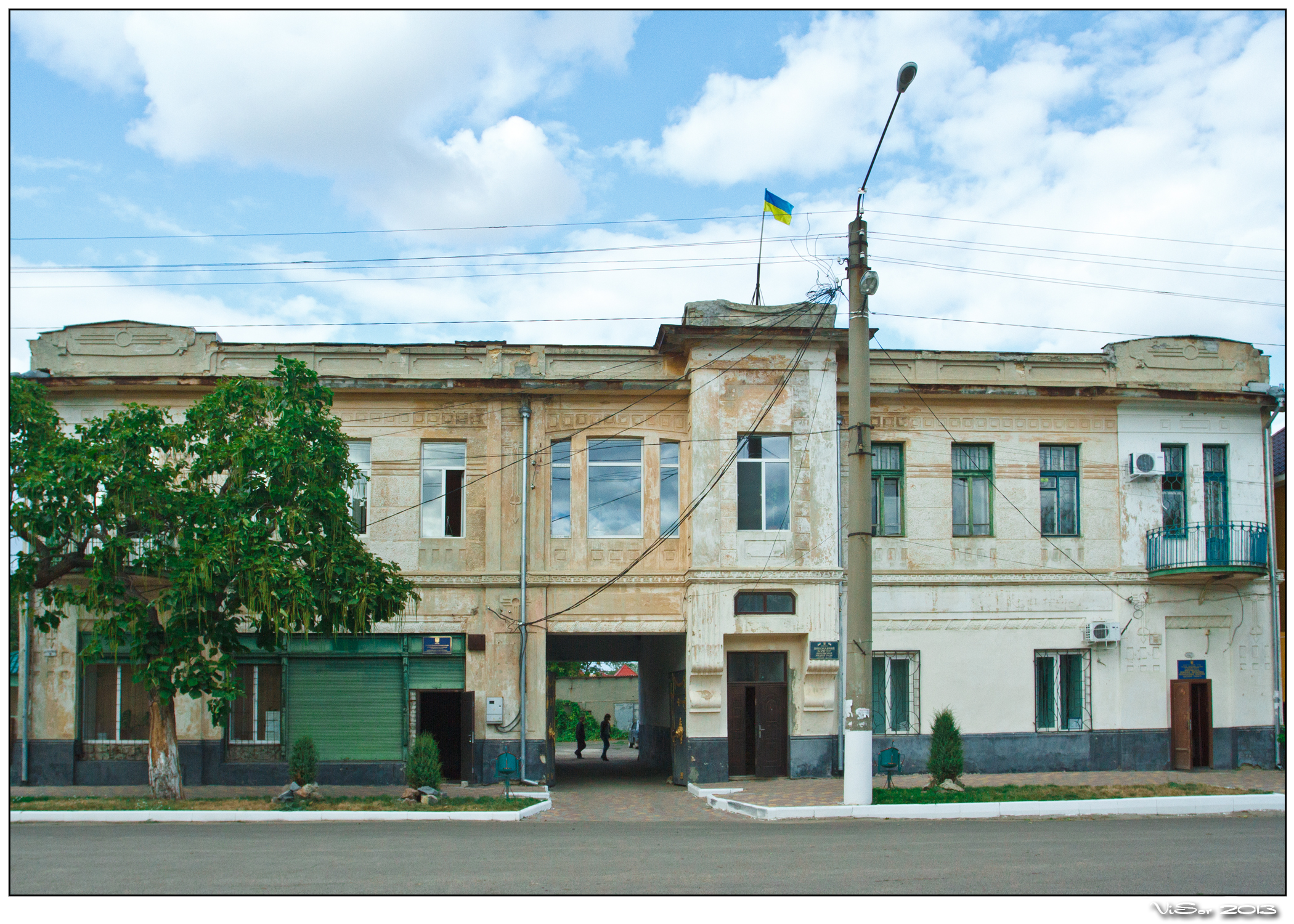
Здание Березовского горсовета.
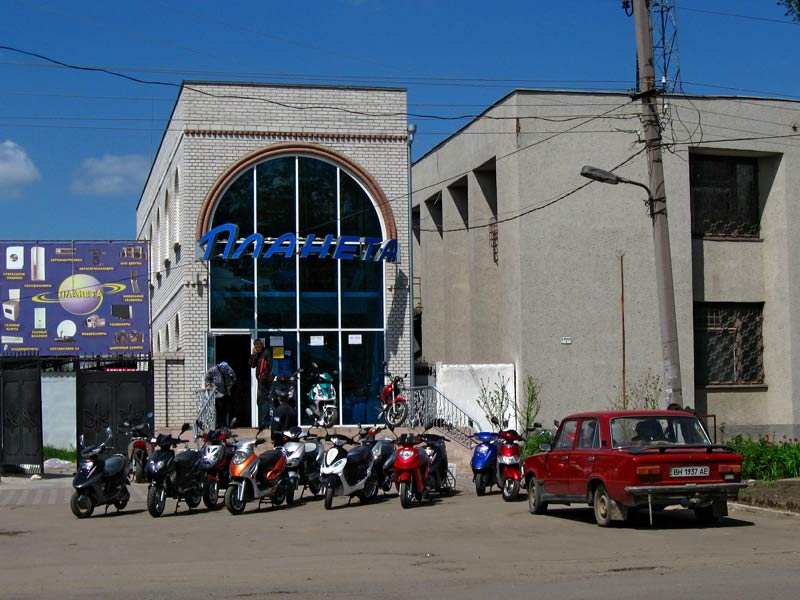
Магазин "Планета" (бытовая техника)
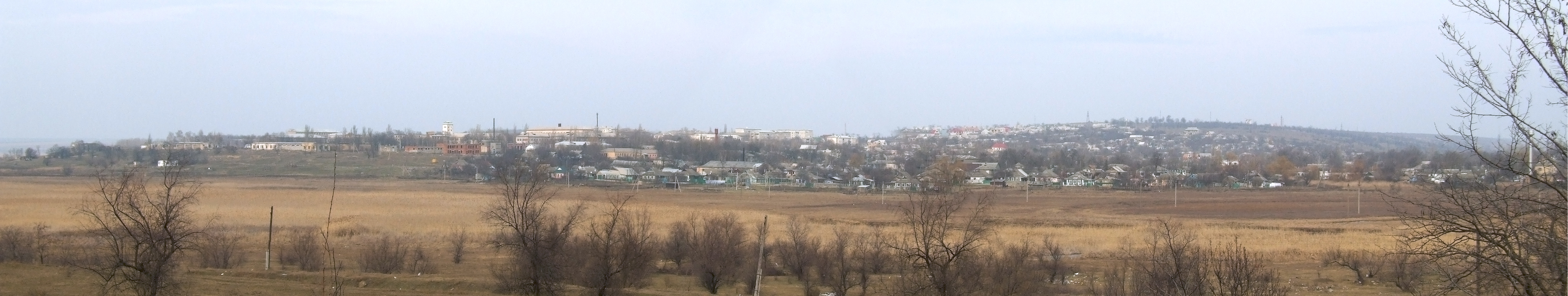
Панорама Березовки
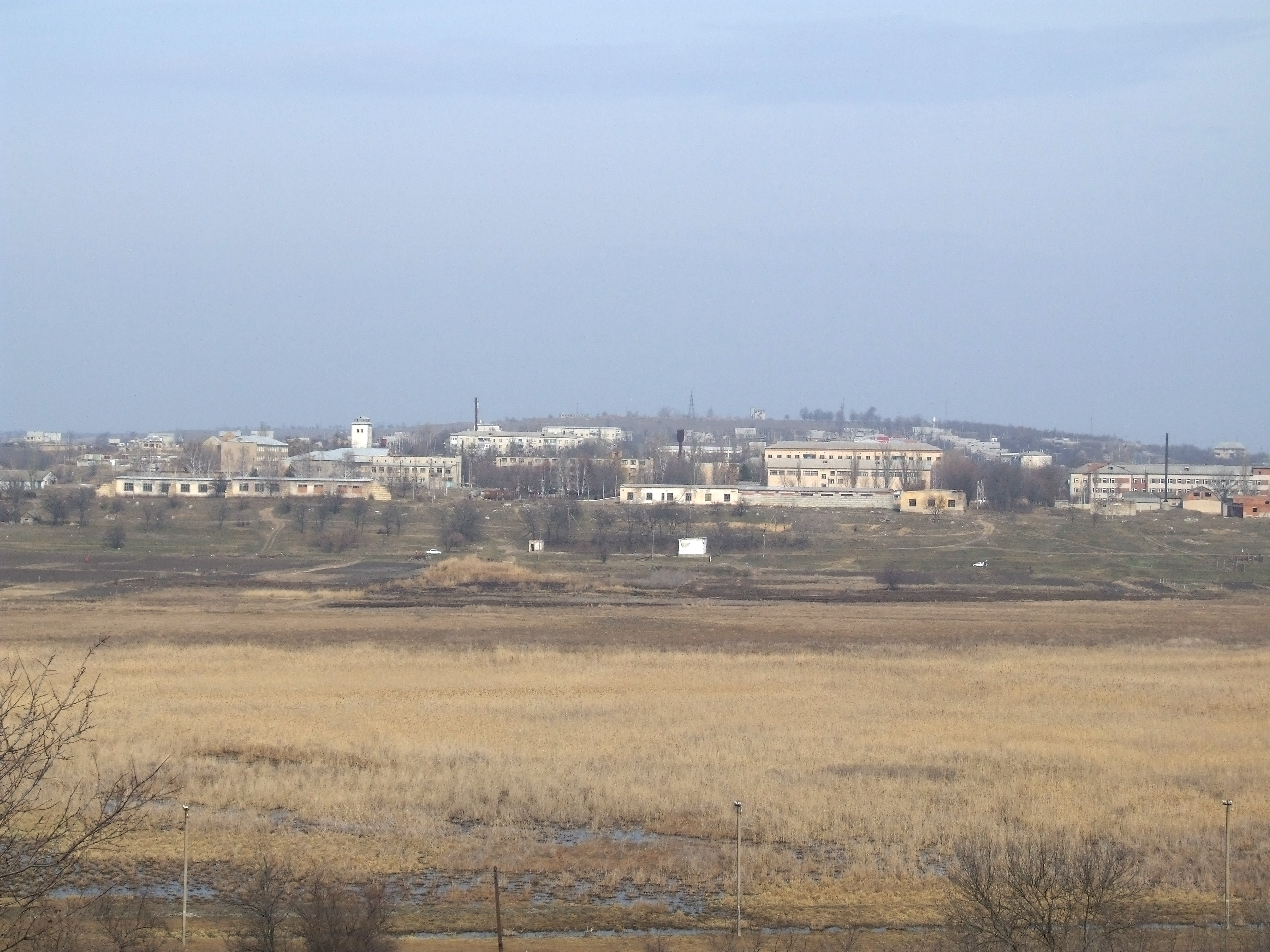
Юго-западная сторона города
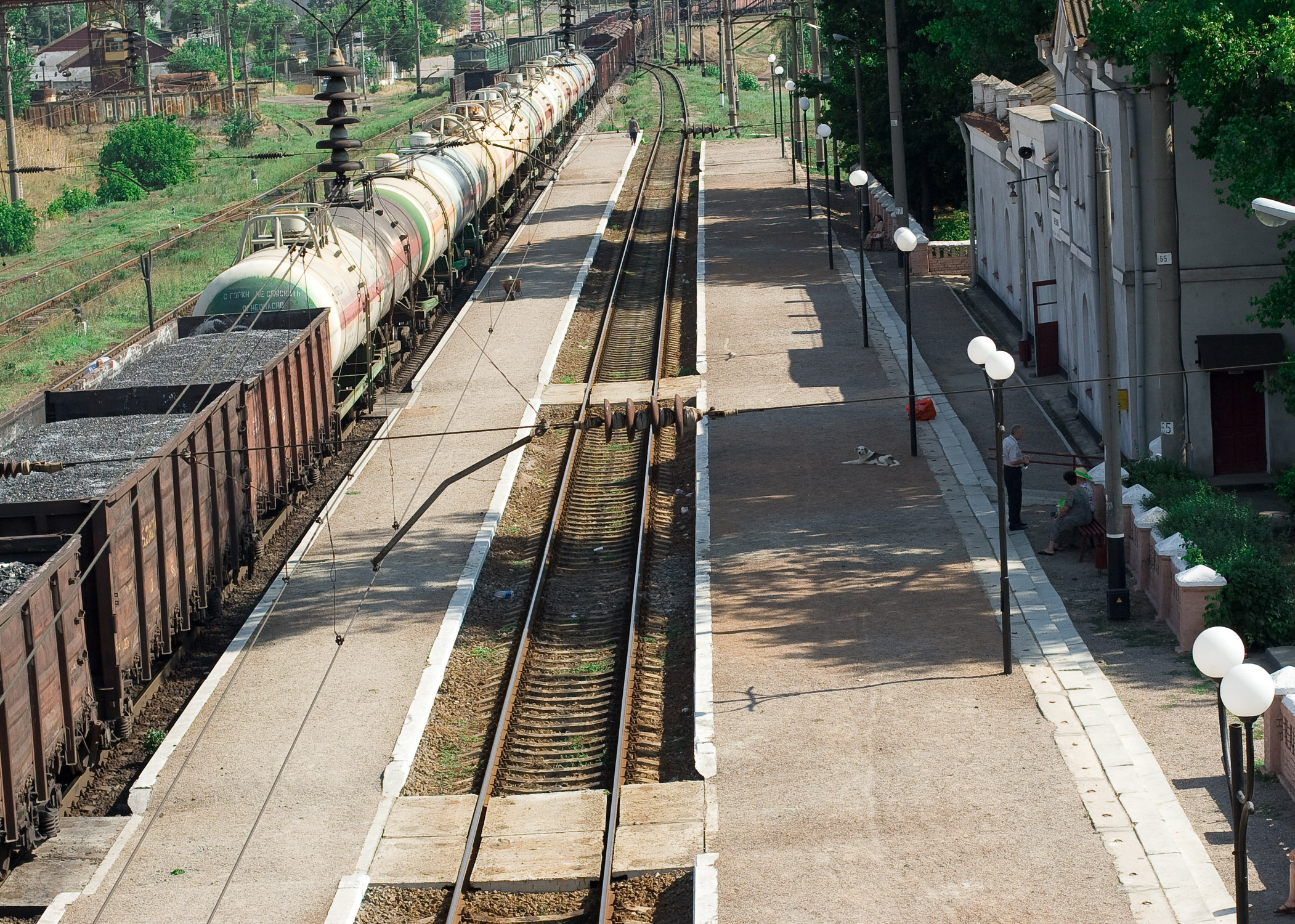
Станция Березовка Одесской железной дороги
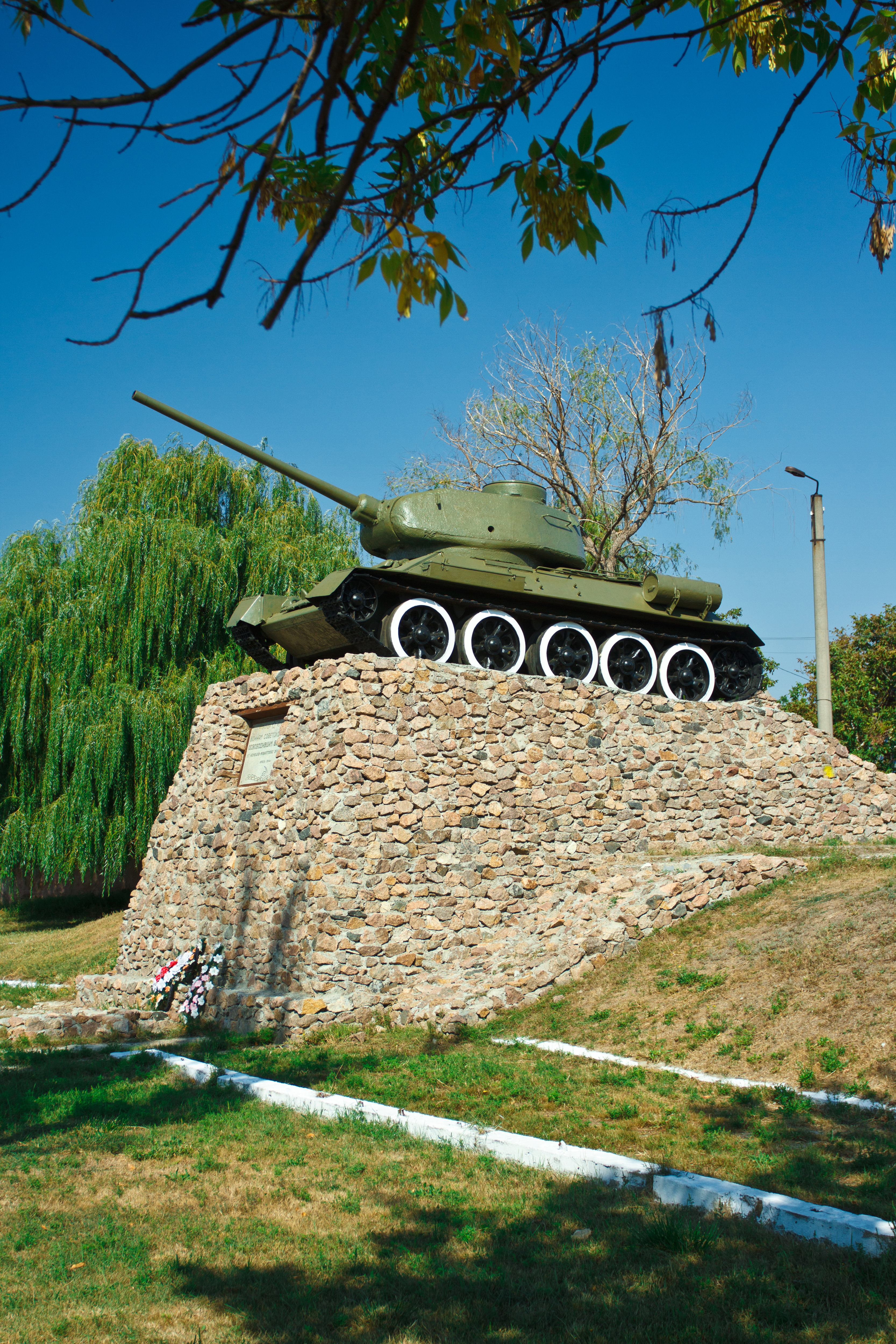
Памятник бойцам РККА, освободившим Березовку от немецко-фашистских захватчиков в 31.03.1944 г.
Памятник красноармейцам, погибшим при освобождении Березовки в 1919 году (установлен на ж/д станции)
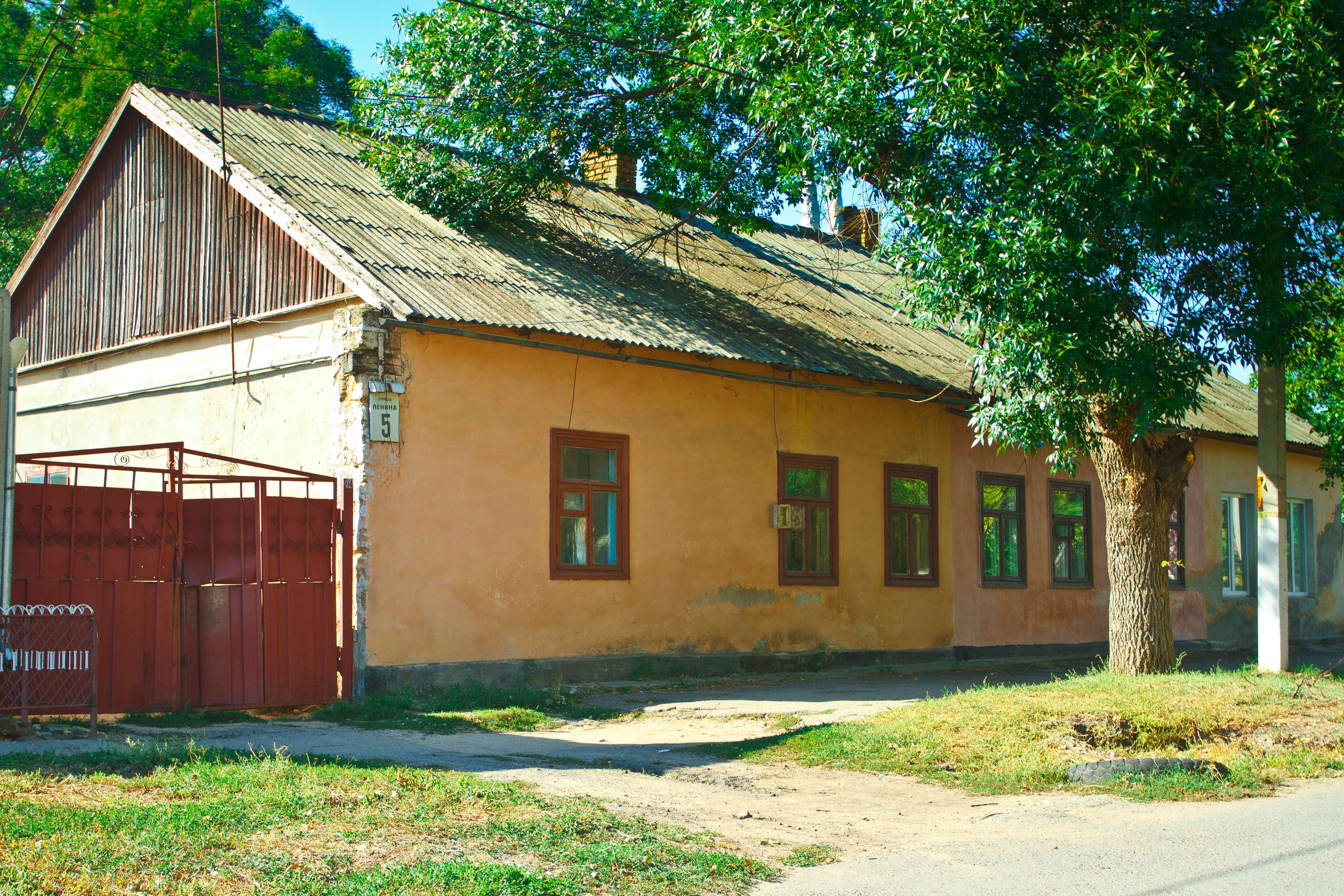
Дом, в котором находился штаб бригады Г. И. Котовского
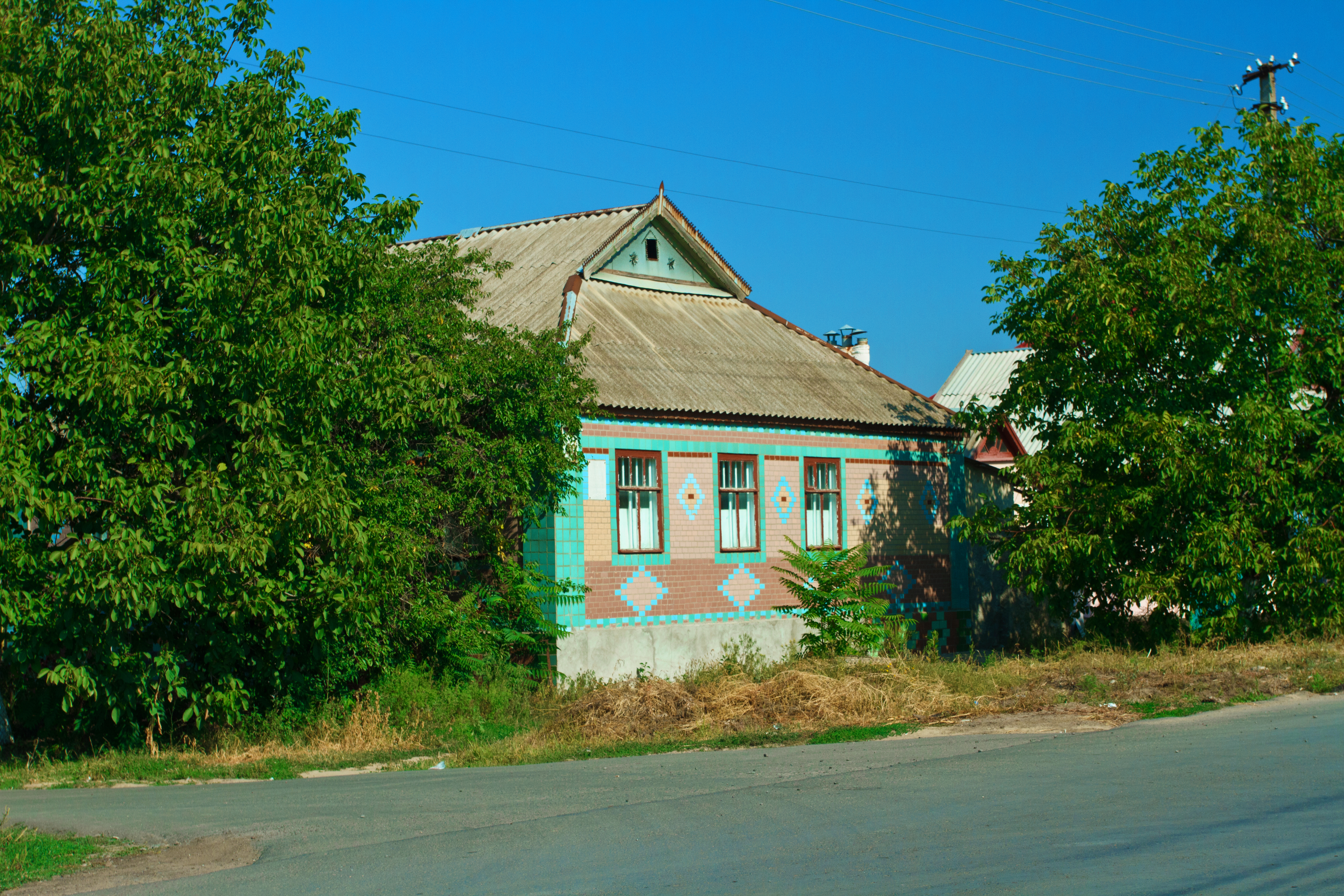
Дом, в котором жил Г. И. Котовский
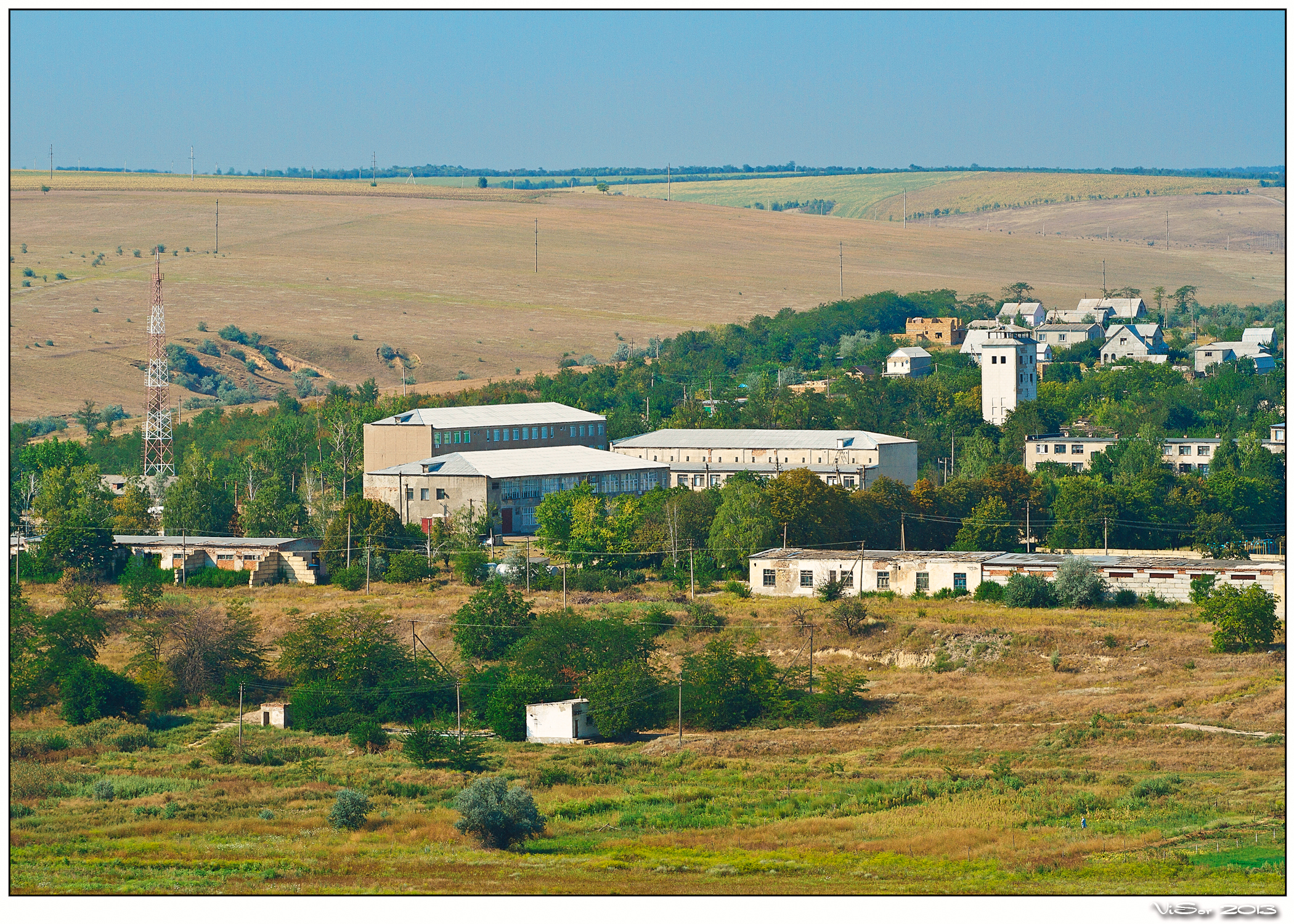
Панорама Березовки с правого берега р. Тилигул #1
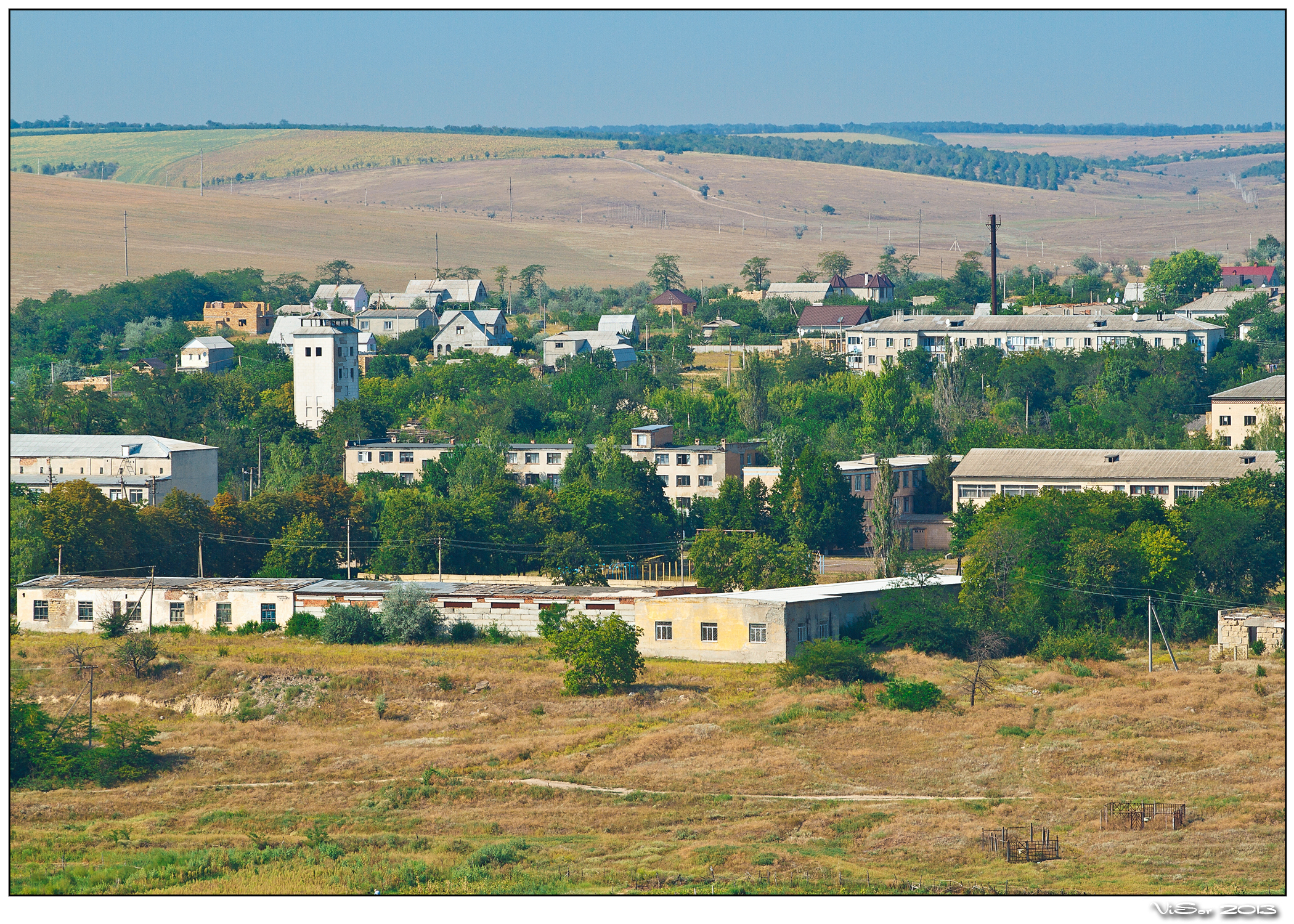
Панорама Березовки с правого берега р. Тилигул #2
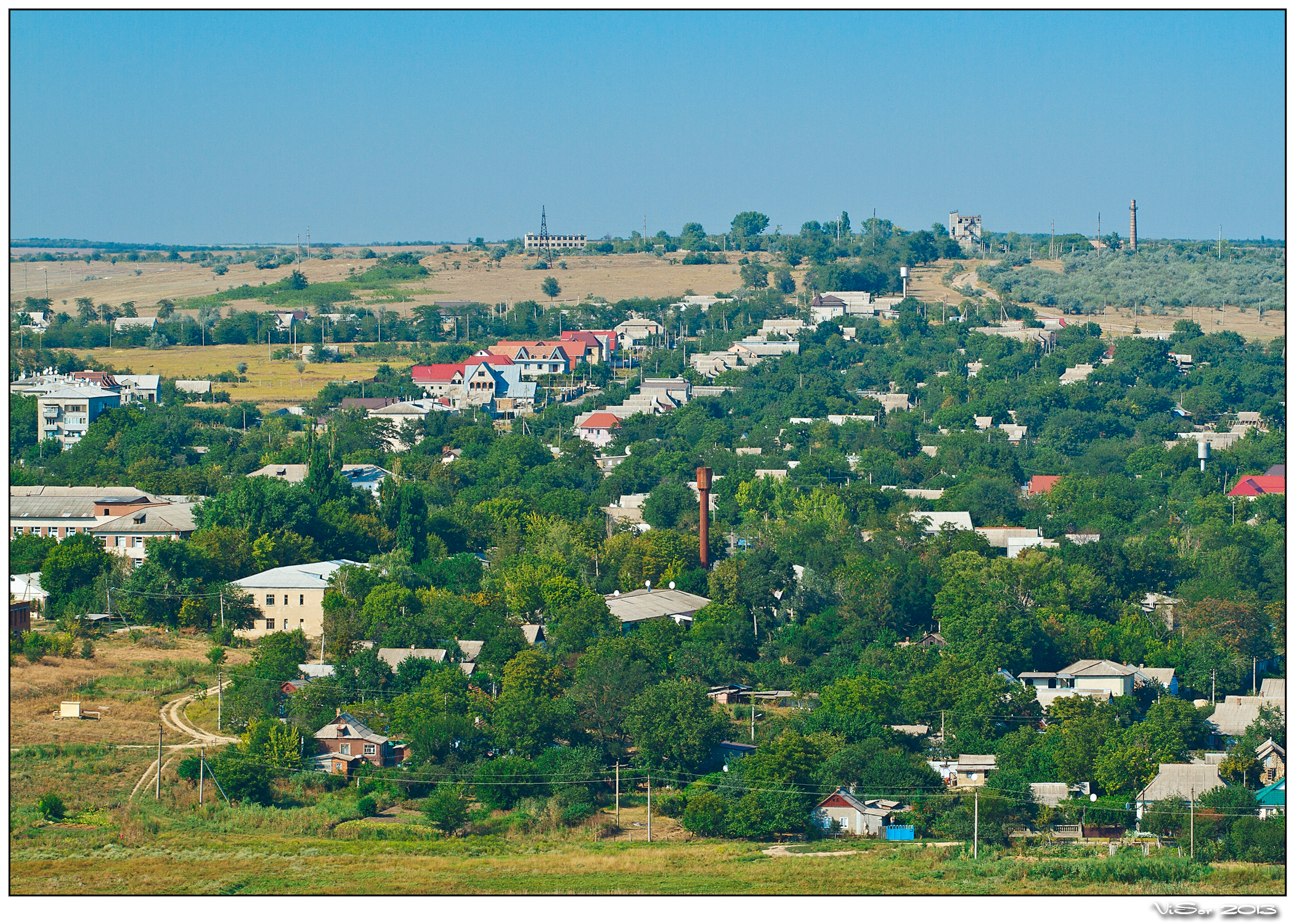
Панорама Березовки с правого берега р. Тилигул #3
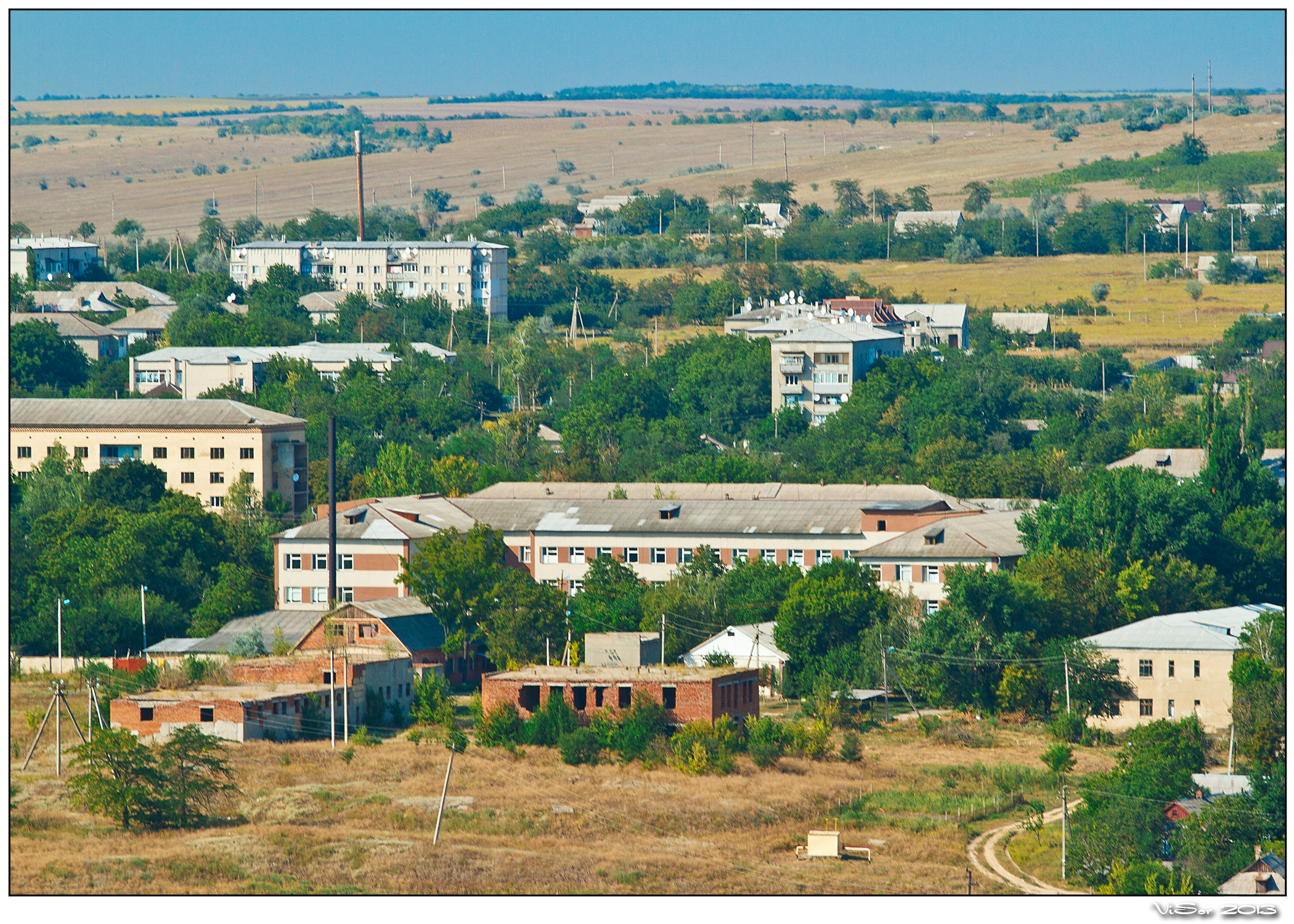
Панорама Березовки с правого берега р. Тилигул #4
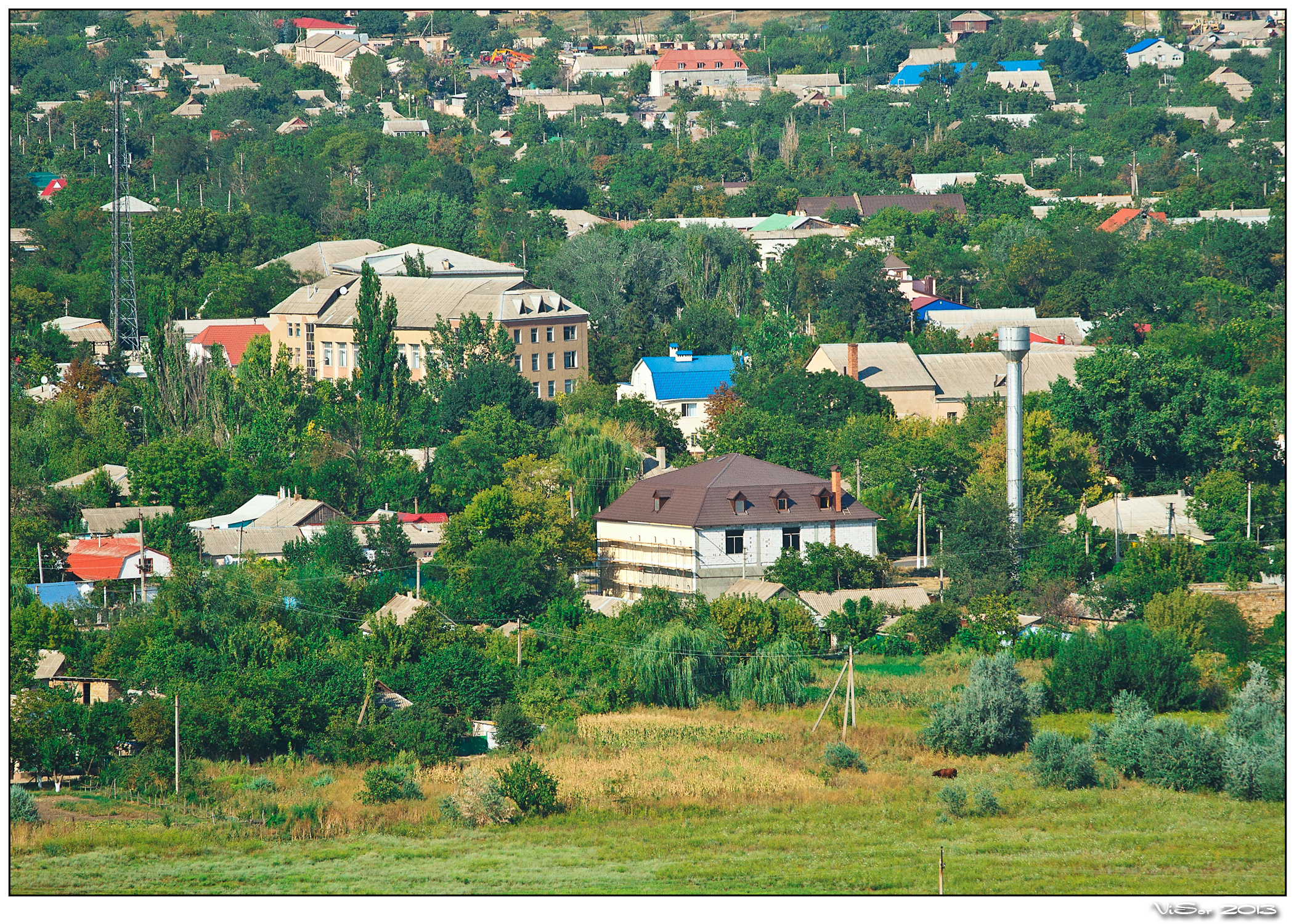
Панорама Березовки с правого берега р. Тилигул #5
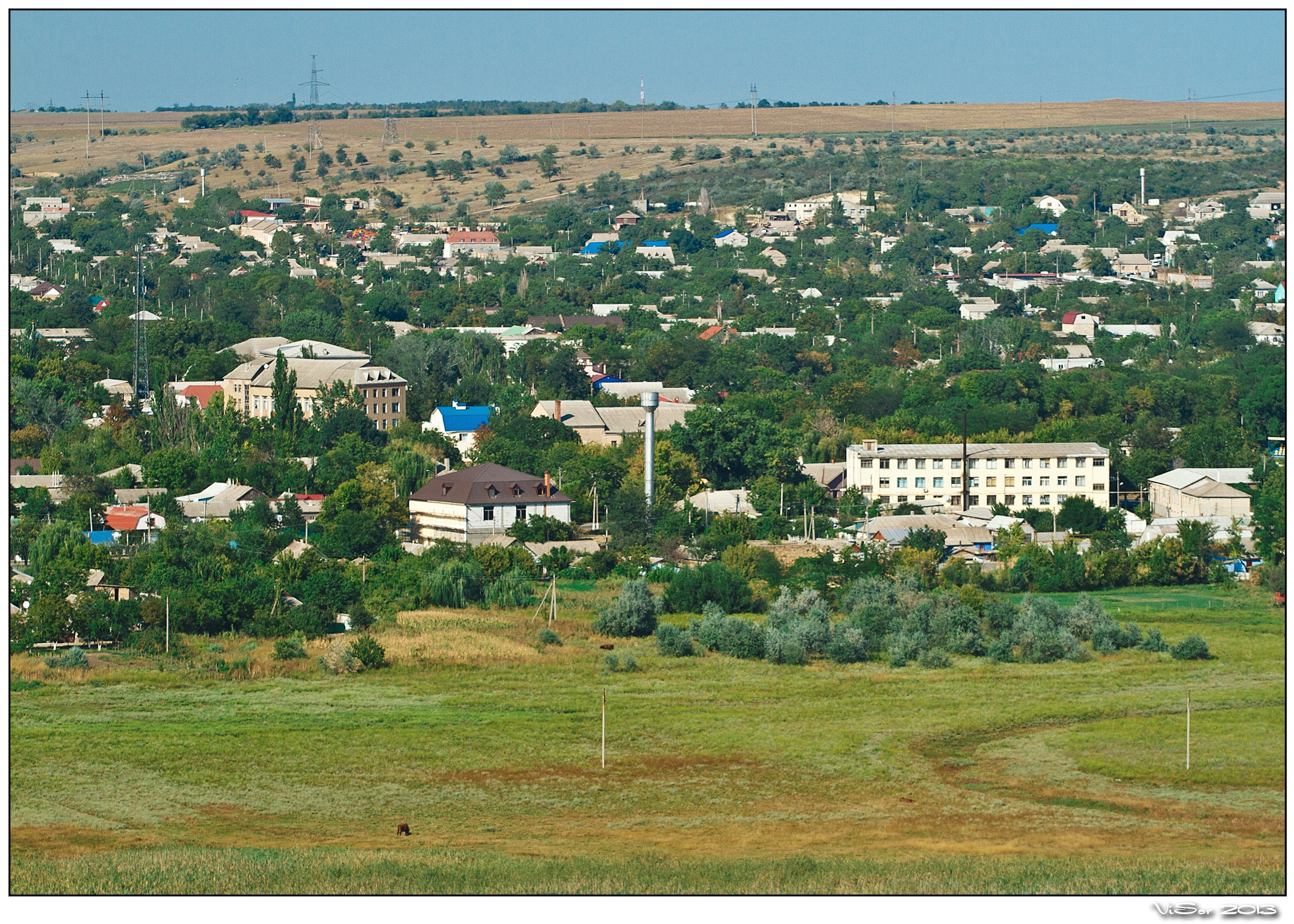
Панорама Березовки с правого берега р. Тилигул #6
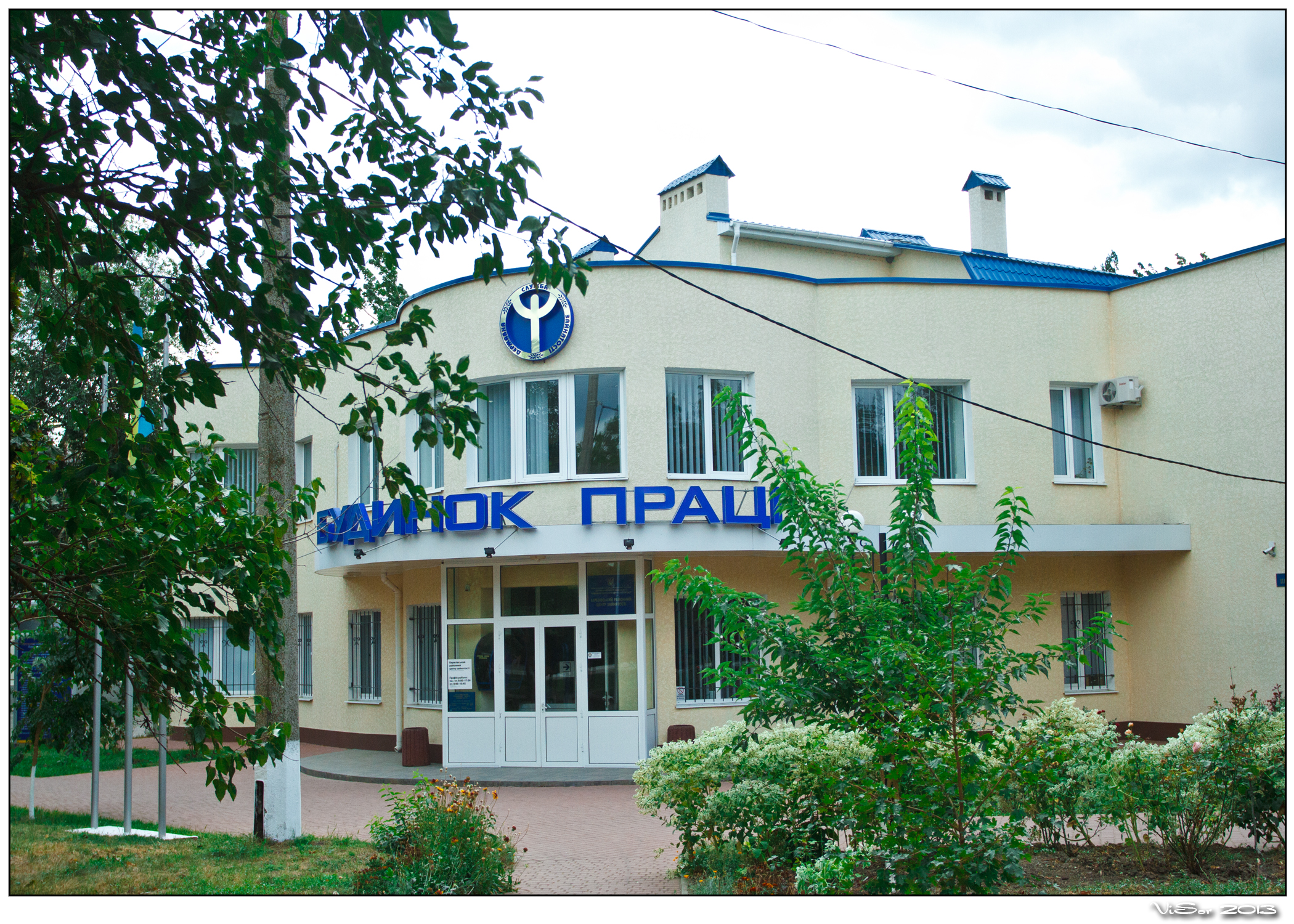
Дом Труда (Районный Центр занятости). г. Березовка.
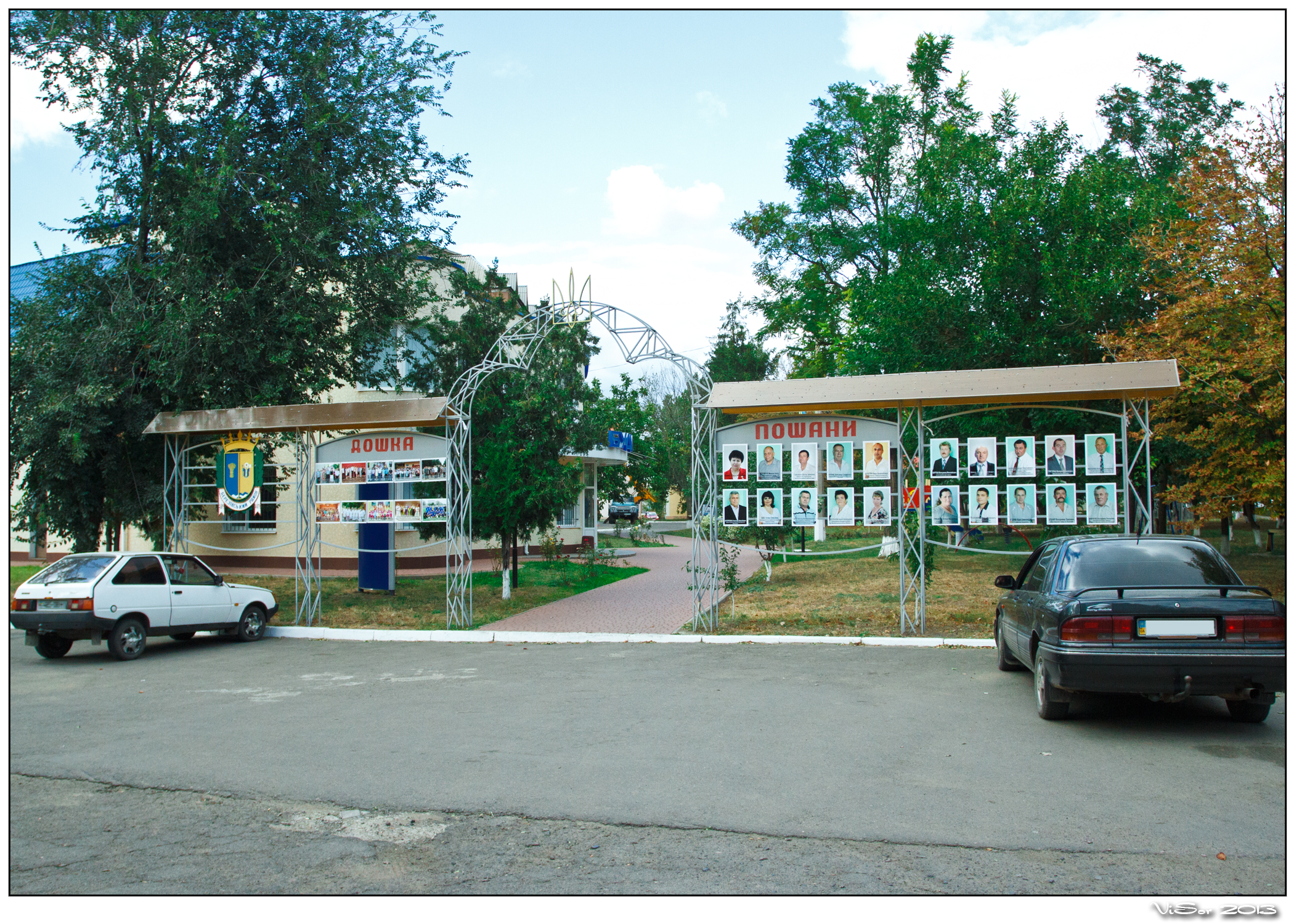
Районная Доска Почета. г. Березовка.
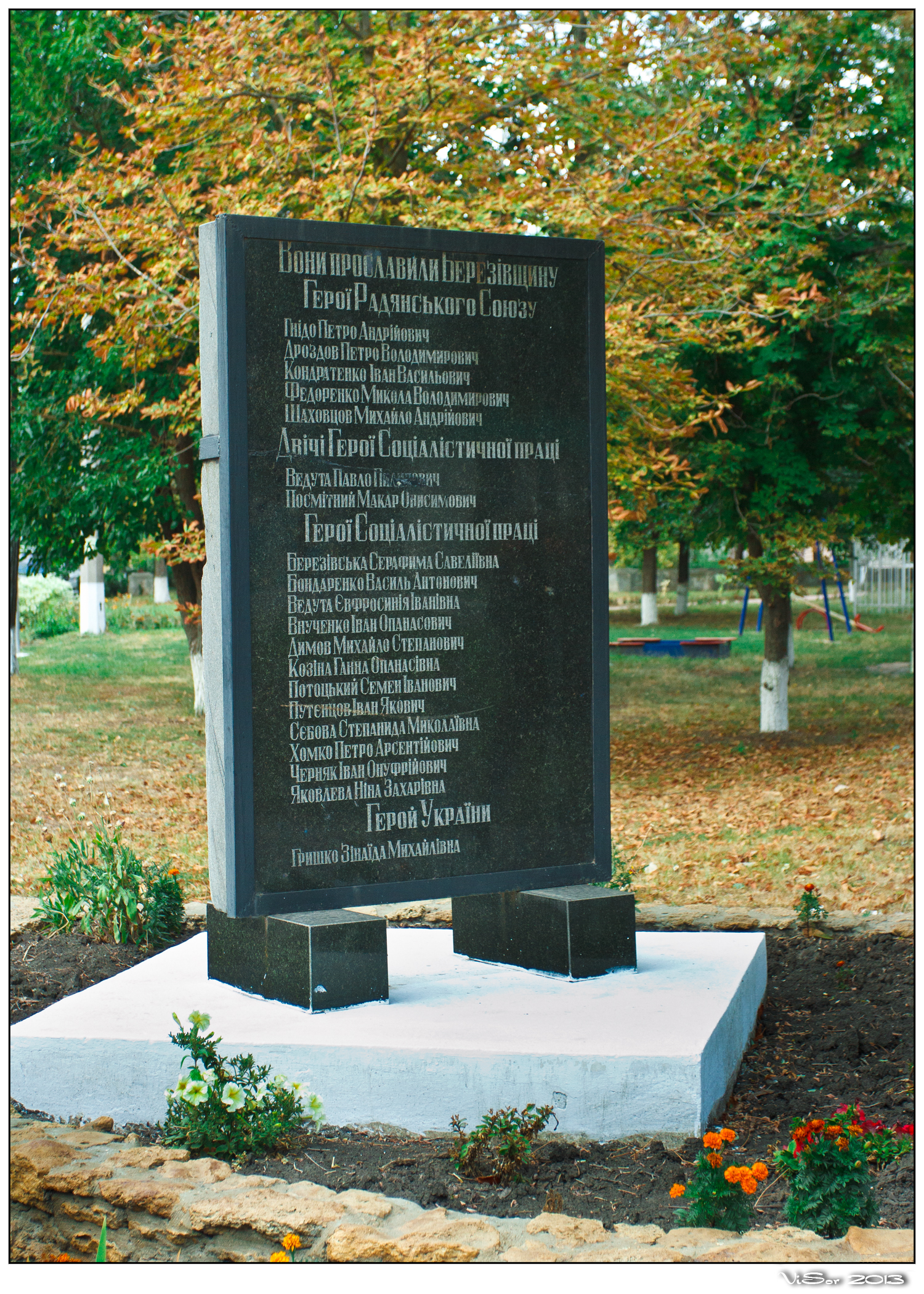
Памятный знак Героям - жителям Березовского района.
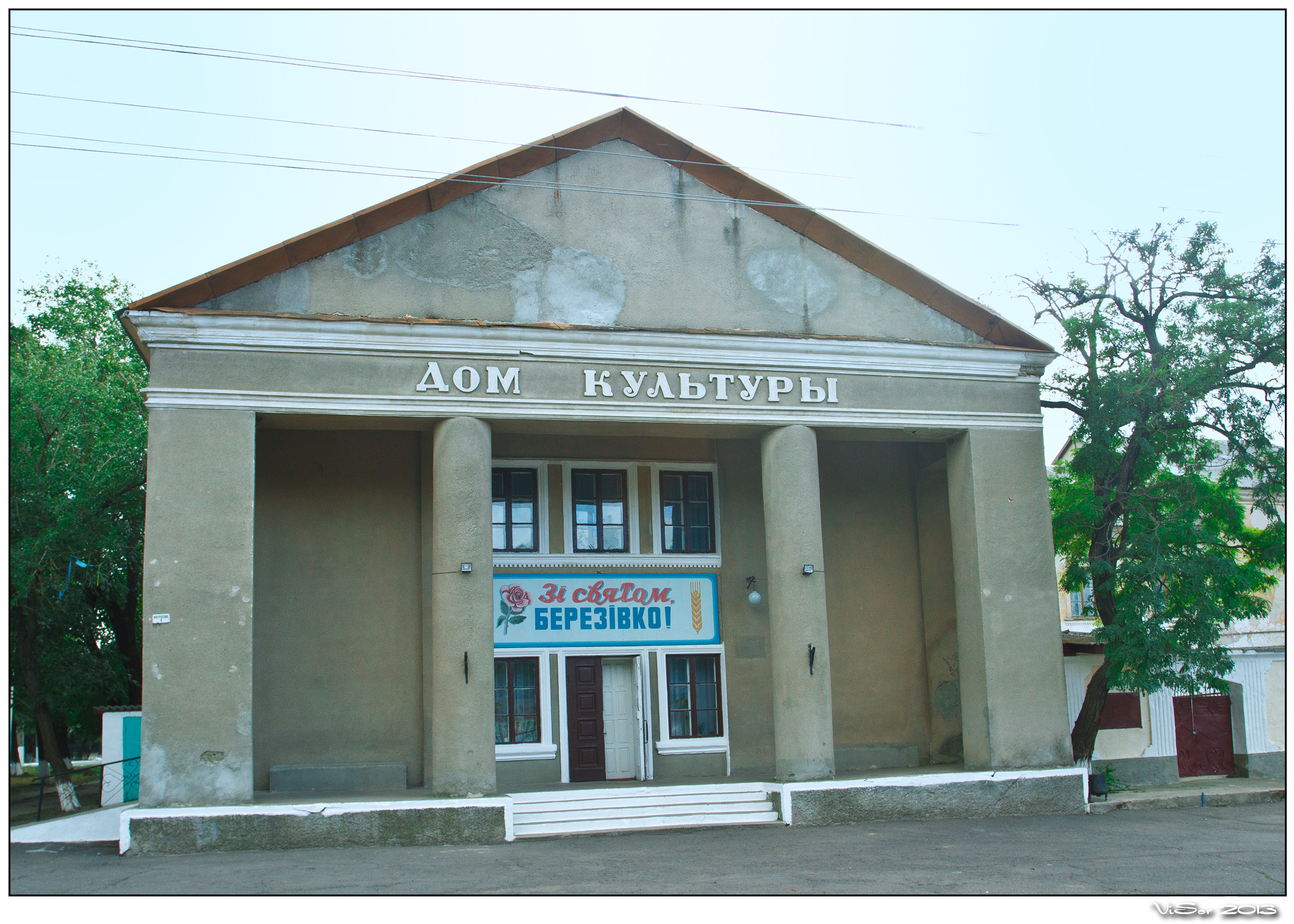
Районный Дом культуры. г. Березовка.
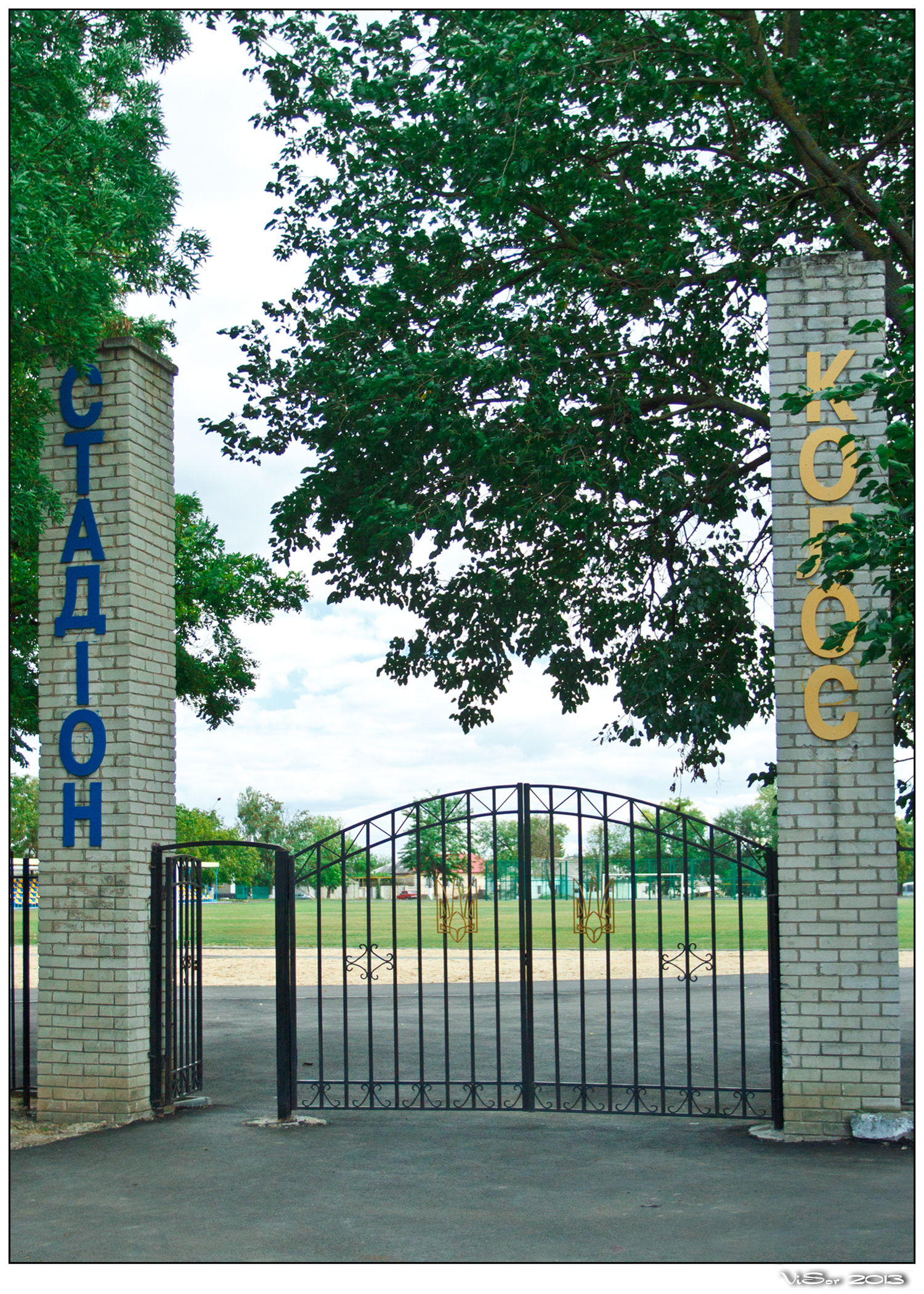
Стадион "Колос". Вход. г. Березовка
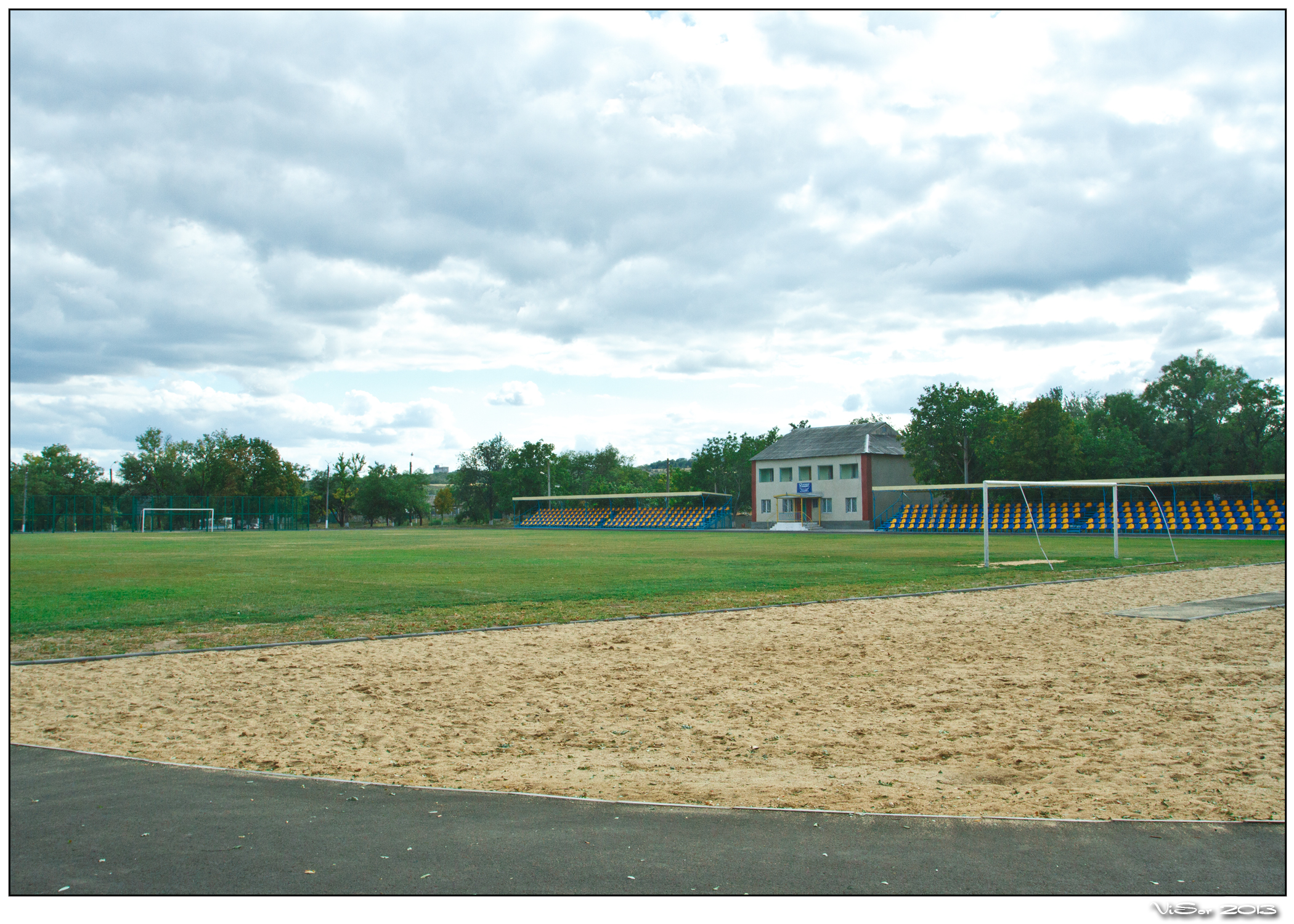
Стадион "Колос". г. Березовка